# Sings Precious Memories
Sings Precious Memories es un álbum de gospel del cantante country Johnny Cash lanzado a principios de 1975. Es uno de tantos CD dedicados a la parte espiritual de Cash como Hymns by Johnny Cash, Hymns from the Heart, The Holy Land y Believe in Him. Este CD está hecho con algunas de las canciones favoritas y personales de Cash, algunas de las cuales serán reeditadas para el CD My Mother's Hymn Book.

## Canciones
1. Precious Memories – 2:55
(J. R. Baxter y W. B. Stevens)
2. Rock of Ages – 2:22
(Brantley C. George y Billy Walker)
3. The Old Rugged Cross – 2:52
(George Bennard)
4. Softly and Tenderly – 2:50
(Will L. Thompson)
5. In the Sweet By and By – 2:51
(Sanford Fillmore Bennett y Joseph Philbrick Webster)
6. Just as I Am – 3:13
(William Batchelder Bradbury y Charlotte Elliot)
7. Farther Along – 3:09
(J. R. Baxter y John Starling)
8. When the Roll is Called up Yonder – 2:08
(James Milton Black)
9. Amazing Grace – 2:30
(John Newton y Billy Walker)
10. At the Cross – 2:54
(Cash)
11. Have Thine Own Way, Lord – 2:52
(Adelaide A. Pollard, George C. Stebbins y Billy Walker)

## Personal
- Johnny Cash - Vocalista y Guitarra